# إليزابيث إيزابيلا سبينس
إليزابيث إيزابيلا سبينس (بالإنجليزية: Elizabeth Isabella Spence)‏ (1768 في المملكة المتحدة - 1832، تشيلسي في المملكة المتحدة)؛ روائية بريطانية.